# 石原聰一
石原 總一（いしはら そういち、1932年5月7日 - 2008年2月8日）は、日本の経営者。カネボウ社長を務めた。

## 来歴・人物
群馬県出身。1955年に慶應義塾大学経済学部を卒業し、同年に鐘紡に入社。1990年6月に取締役、1991年6月に常務、1992年5月に専務を経て、1994年6月に社長に就任。1998年4月に会長に就任し、1999年5月に名誉顧問を経て、1990年6月から顧問を務めた。
2005年に群馬県教育委員会委員長に就任。